# Beckett & Meyer
Beckett & Meyer var et dansk grossistfirma grundlagt 9. marts 1866 af Louis Meyer (1843-1929) og H.L. Beckett (født 1843 på St. Croix, død 1902). Sidstnævnte udtrådte af firmaet 1879, og i 1882 indtrådte Arnold Abrahamson (1830-1910). I 1906 optoges Louis Meyers søn, Ernst Meyer (1870-1945) i firmaet, og samtidig udtrådte A. Abrahamson; fra 1929 til sin død var Ernst Meyer eneindehaver af firmaet; efter hans død overtoges det af hans søn, direktør, civilingeniør Knud Meyer (1901-1989).
Firmaet drev almindelig import- og eksportforretning (specialiteter: kaffe, specialfoderstoffer, uld, cigarer og tobakker). Indtil 1. verdenskrig var det også kendt som importør af gødning, men da Dansk Svovlsyre- og Superphosphat Fabrik blev grundlagt i 1891, blev import af gødning til landbruget mindre relevant. Direktør i Superfos, Herman Heilbuth, havde i øvrigt været ansat i Beckett & Meyer.
Beckett & Meyer anvendte en tyr som varemærke på sin gødning. Allerede ved den store udstilling i 1888 blev der slået til lyd for, at firmaet skulle prisbelønnes, men det var ikke muligt, da kun varer af nordisk oprindelse kunne få præmier. I 1894 var Beckett & Meyer en af udstillerne på den 17. danske landmandsforsamling i Randers, og denne gang lykkedes det dog: Den eneste sølvmedalje, der blev uddelt (ingen guldmedaljer blev givet), gaves til Beckett & Meyer for "en særdeles belærende, instruktiv Udstilling, særlig med Hensyn til raa Varer f. Ex. Stassfurther Salte og endvidere Poudrette."
Firmaet lå på Hammerensgade 6 i København og lukkede i anden halvdel af 1900-tallet.